# Alindria bicolor
Alindria bicolor là một loài bọ cánh cứng trong họ Trogossitidae. Loài này được Basilewsky miêu tả khoa học năm 1956.